# Kibocsátási rés

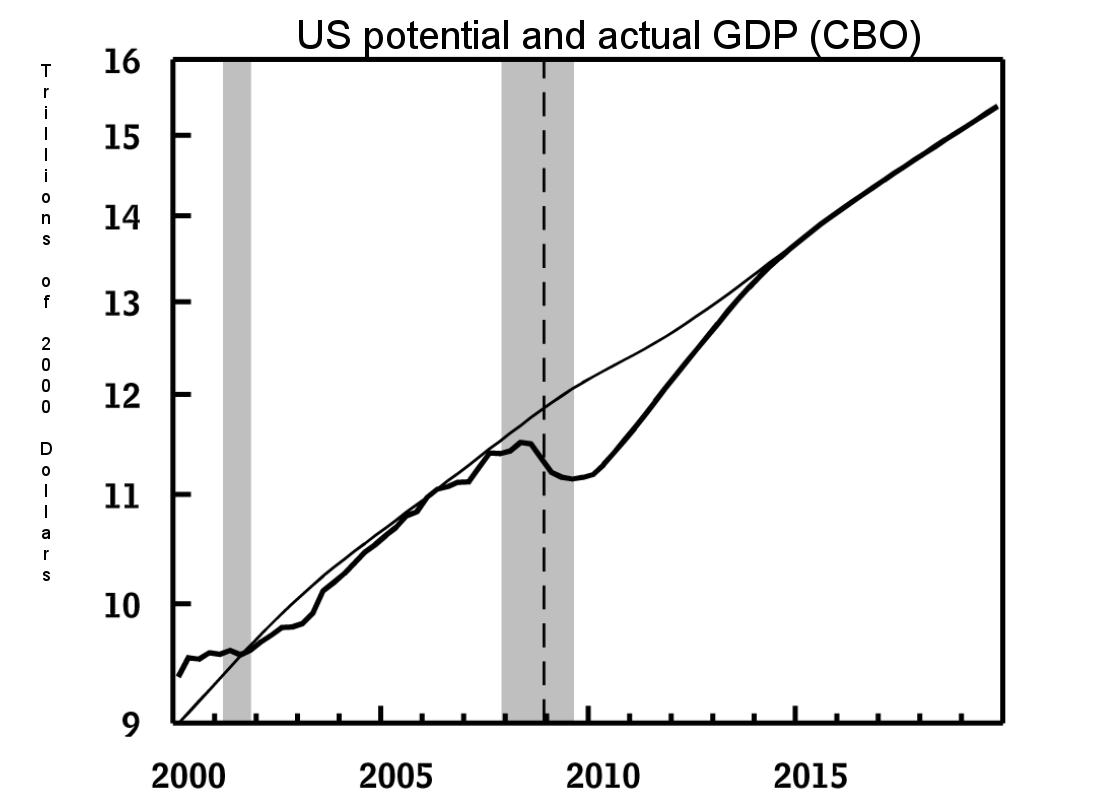
Potenciális (világos) és tényleges (sötét) GDP-becslés az amerikai Kongresszus Költségvetési Hivatalától 2009 januárjában. A kettő közötti különbség a kibocsátási rést jelzi

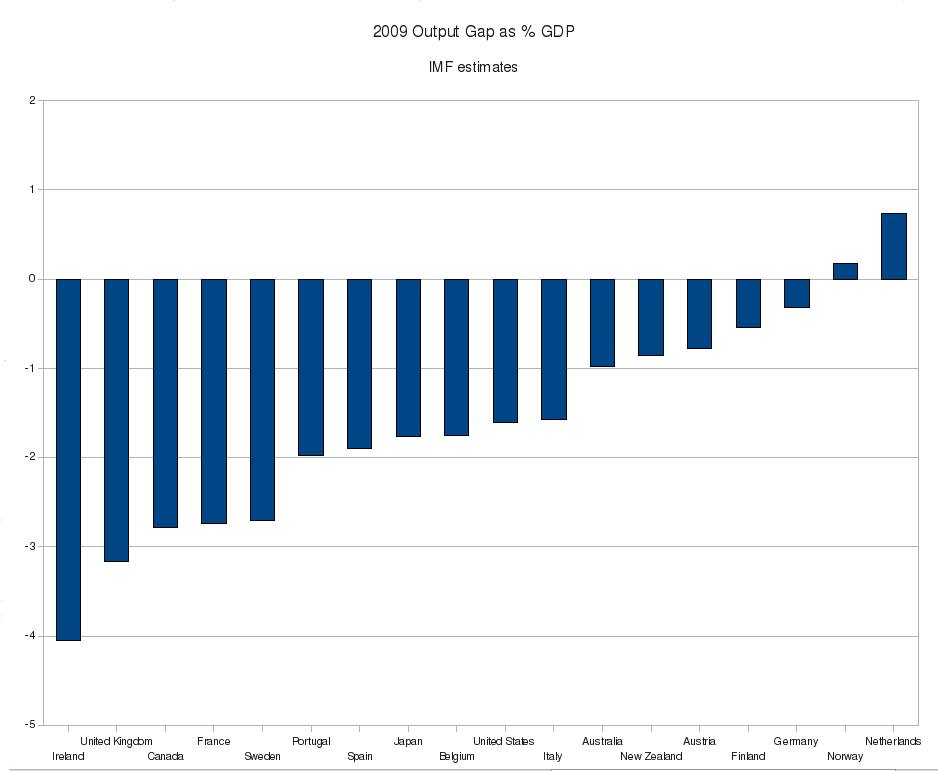
Az IMF a 2009-es kibocsátási résekre vonatkozó becslése szerint (GDP százaléka országonként)

A kibocsátási rés vagy GDP-rés (angolul: output gap vagy GDP gap) a tényleges kibocsátás (GDP) és a potenciális GDP közötti különbség mértéke. A kibocsátási rés kiszámítása Y – Y *, ahol az Y a tényleges kibocsátás és az Y * a potenciális kimenet. Ha ezen számítás pozitív értéket ad, akkor inflációs résnek nevezzük, mely azt jelzi, hogy az összesített kereslet növekedése meghaladja az összesített kínálat növekedését, amely feltehetőleg inflációt fog létrehozni. Ha a számítás negatív értéket ad, akkor recessziós résnek nevezzük, amely valószínűleg deflációt jelez.

## Számítása
A százalékban mért GDP-különbség a tényleges GDP és a potenciális GDP különbsége elosztva a potenciális GDP-vel.
{\displaystyle {(GDP_{actual}-GDP_{potential})} \over {GDP_{potential}}}.

## Okun törvénye: a kibocsátás és a munkanélküliség kapcsolata
Okun törvénye az amerikai adatok regressziós elemzésén alapult, amely összefüggést mutatott a munkanélküliség és a kibocsátás között. Okun törvénye a következőképpen fogalmazható meg: A ciklikus munkanélküliség (tényleges munkanélküliség - természetes munkanélküliségi ráta) minden 1%-os növekedése esetén a GDP-ben β%-os csökkenés figyelhető meg. Vagy ugyanennek a fordítottja, vagyis 1%-os csökkenés a (ciklikus) munkanélküliségben β%-os növekedést fog jelenteni a GDP-ben.
% Kibocsátási rés = −β x % ciklikus munkanélküliség
Ez a következőképpen is kifejezhető:
{\displaystyle {{(Y-Y^{*})} \over {Y^{*}}}=-\beta {}(u-{\bar {u}})}
ahol:
- Y a tényleges kibocsátás
- Y * potenciális kibocsátás
- u a tényleges munkanélküliség
- ū a munkanélküliség természetes mértéke
- A β egy regresszióból származó állandó, amely megmutatja a kapcsolatot a természetes kibocsátástól való eltérés és a természetes munkanélküliség között.

## A nagy kibocsátási rés következményei
A tartósan nagy kibocsátási rés súlyos következményekkel jár többek között az ország munkaerőpiacára, az ország hosszú távú gazdasági potenciáljára és az ország államháztartására nézve. Először is, minél tovább fennáll a kibocsátási rés, annál hosszabb ideig fog alul teljesíteni a munkaerőpiac, mivel a kibocsátási rések azt jelzik, hogy a munkát vállalni vágyó csoportok munka nélkül vannak, mert a gazdaságban nem teremtődnek munkahelyek. Az Egyesült Államok munkaerőpiaci rugalmassága köztudott, ezt jelzi az is, hogy 2013 októberében (a 2008-as válságból való kilábalás közepette) 7,3 százalékos munkanélküliségi rátánál rendelkezett, szemben a 2007-es átlagos évi 4,6 százalékos munkanélküliségi rátával, amely még recesszió előtti időszakot jellemezte.
Másodszor, minél hosszabb ideig áll fenn jelentős kibocsátási rés, annál nagyobb kárt okoz a gazdaság hosszú távú potenciáljában a közgazdászok által a hiszterézis hatásainak nevezett kifejezésen keresztül. Lényegében ez azt jelenti, hogy a munkavállalók és a tőke hosszú ideig kihasználatlanul maradnak az alulteljesítő gazdasági aktivitás következtében, mely hosszútávú károkat okoz a munkavállalóknak és a tágabb értelemben vett gazdasági rendszernek egyaránt. Például minél hosszabb ideig maradnak munka nélkül a potenciális munkavállalók, annál jobban elsorvadhatnak a munkavállaláshoz szükséges készségeik és szakmai kapcsolataik, amelyek rontják a lehetőségeiket és további munkanélküliségbe ragasztják azokat. Az Egyesült Államok számára ez az aggodalom különösen szembetűnő volt, tekintettel arra, hogy a hosszú távú munkanélküliségi ráta - a hat hónapnál hosszabb ideig munkanélküli munkanélküliek aránya - 2013 szeptemberében 36,9 százalék volt. A gyengén teljesítő gazdaság visszafoghatja a beruházások mértékét olyan területeken, amelyek hosszú távú megtérüléssel rendelkeznek, mint például az oktatás, a kutatás és fejlesztés. Az ilyen jellegű beruházások háttérbe kerülése valószínűleg ronthatja a gazdaság hosszú távú potenciálját.
Harmadszor, a tartós nagymértékű kibocsátási rés káros hatással lehet az ország államháztartására is. Ez részben annak köszönhető, hogy a gyenge munkaerőpiaccal küzdő gazdaság alacsonyabb adóbevételt eredményez, mivel a munkanélküli vagy alulfoglalkoztatott munkavállalók vagy nem fizetnek jövedelemadót, vagy kevesebb jövedelemadót fizetnek, mint teljes foglalkoztatás esetén. Ezenkívül a munkanélküliség magasabb előfordulása növeli a szociális programokra fordított állami kiadásokat (az Egyesült Államokban ezek közé tartozik a munkanélküliségi segély, az élelmiszerjegyek, a Medicaid és az Ideiglenes segítség a rászoruló családok számára program). A csökkentett adóbevételek és a megnövekedett állami kiadások mind súlyosbítják a költségvetési hiányokat. Valójában a kutatások azt találták, hogy minden egyes dollár az amerikai kibocsátási résben 37 centtel növeli az amerikai költségvetési hiányt.

## Potenciális politikai válaszok az Egyesült Államok kibocsátási résére
Az Egyesült Államok politikai döntéshozói által az utóbbi években a gazdaság ösztönzésére (és ezáltal a kibocsátási rés megszüntetésére) két javaslat tétetett: az amerikai munkahelyekről szóló törvény (mely Obama elnök által került előterjesztésre) és a növekedés útján történő foglalkoztatásról szóló törvény (amelyet a szenátus republikánus tagjai dolgoztak ki).

### Amerikai munkahelyekről szóló törvény
Az amerikai munkahelyekről szóló törvény tükrözi a gazdasági növekedés ösztönzésekor kereslet ösztönzését előnyben részesítő szemléletét, amelyet elsősorban állami kiadások és a munkavállalókra kivetett adók csökkentése révén érne el.
A Moody's elemzői becslése szerint az amerikai munkahelyekről szóló törvény 1,9 millió munkahelyet teremtene a végrehajtás első évében. Ezenkívül a makrogazdasági tanácsadók, illetve a vezető gazdasági előrejelző cég becslései alapján az amerikai foglalkoztatási törvény az első évben 1,3 százalékkal növelné a GDP-t, mely potenciális növekedést a cég „jelentősként” jellemezte.

### Növekedés útján történő foglalkoztatásról szóló törvény
A növekedés útján történő foglalkoztatásról szóló törvény a konzervatívok azon meggyőződését tükrözi, hogy a gazdasági növekedést leginkább kínálati oldali politikákkal lehet elősegíteni. Ilyen lehet például a gazdagok adójának csökkentése, a szabályozás egyszerűsítése, valamint az állami kiadások csökkentése.
A kiegyensúlyozott költségvetés módosítására vonatkozó rendelkezéstől eltekintve a növekedés útján történő foglalkoztatásról szóló törvény valószínűleg rövidtávon elhanyagolható hatással lett volna a munkahelyekre vagy a GDP-re. Ha azonban a kiegyensúlyozott költségvetési módosítást törvénybe iktatták volna, az a kormány kiadásainak drasztikus csökkenését eredményezhette volna, amely növelhette volna a kibocsátási rést.

## Vita az EU kibocsátási résének méréséről
Az Európai Bizottság által alkalmazott kibocsátási rés számítást számos akadémikus és agytröszt kritizálta. Ezen kritikák nagyrészt a rangos Nemzetközi Pénzügyi Intézet vezető közgazdásza Robin Brooks által indított "kampány a kibocsátási rések hülyeségei ellen" által lettek ösztönözve. Az Európai Bizottságnak címzett kritika magában foglalta a módszertan összetettségét és ellentmondásait (ezt tulajdonképpen a „Kibocsátási rés munkacsoportban” ülő szakértők javasolták, és az ECOFIN ülésén a pénzügyminiszterek jóváhagyták). A kritikusok azzal érveltek, hogy a módszertan rendkívül prociklikus kibocsátási résindexeket és néha hihetetlen eredményeket eredményez, különösen Olaszország esetében.
2019 szeptemberében az Európai Bizottság több magas rangú tisztviselője, köztük a Gazdasági és Pénzügyi Főigazgatóság főigazgatója, Marco Buti, közös cikket írtak, amelyben cáfolni kívánták ezt a kritikát. Végül a kritikusokat nem sikerült teljes mértékben meggyőzni, s úgy vélik, hogy a problémák továbbra is megoldásra szorulnak.

## Fordítás
Ez a szócikk részben vagy egészben  az   Output gap című angol Wikipédia-szócikk ezen változatának fordításán alapul.  Az eredeti cikk szerkesztőit annak laptörténete sorolja fel. Ez a jelzés csupán a megfogalmazás eredetét és a szerzői jogokat jelzi, nem szolgál a cikkben szereplő információk forrásmegjelöléseként.

## Kapcsolódó szócikk
- Phillips-görbe